# العلاقات الإسواتينية السورية
العلاقات الإسواتينية السورية هي العلاقات الثنائية التي تجمع بين إسواتيني وسوريا.

## مقارنة بين البلدين
هذه مقارنة عامة ومرجعية للدولتين:
| وجه المقارنة                                              | إسواتيني                                   | سوريا                    |
| --------------------------------------------------------- | ------------------------------------------ | ------------------------ |
| المساحة (كم2)                                             | 17.36 ألف                                  | 185.18 ألف               |
| عدد السكان (نسمة)                                         | 1.37 مليون                                 | 18.27 مليون              |
| الكثافة السكانية (ن./كم²)                                 | 78.92                                      | 98.66                    |
| العاصمة                                                   | لوبامبا، مبابان                            | دمشق                     |
| اللغة الرسمية                                             | اللغة الإنجليزية، لغة سوازي                | اللغة العربية            |
| العملة                                                    | ليلانغيني سوازيلندي                        | ليرة سورية               |
| الناتج المحلي الإجمالي (بليون دولار)                      | 4.41 مليار                                 | 60.20 مليار              |
| الناتج المحلي الإجمالي (تعادل القوة الشرائية) بليون دولار | 11.13 مليار                                |                          |
| الناتج المحلي الإجمالي الاسمي للفرد دولار أمريكي          | 3.20 ألف                                   |                          |
| الناتج المحلي الإجمالي للفرد دولار أمريكي                 | 8.29 ألف                                   |                          |
| مؤشر التنمية البشرية                                      | 0.531                                      | 0.594                    |
| رمز المكالمات الدولي                                      | +268                                       | +963                     |
| رمز الإنترنت                                              | .sz                                        | .sy                      |
| المنطقة الزمنية                                           | التوقيت القياسي لجنوب أفريقيا، ت ع م+02:00 | ت ع م+02:00، ت ع م+03:00 |

## منظمات دولية مشتركة
يشترك البلدان في عضوية مجموعة من المنظمات الدولية، منها:
| علم المنظمة | اسم المنظمة                               | تاريخ انضمام إسواتيني | تاريخ انضمام سوريا |
| ----------- | ----------------------------------------- | --------------------- | ------------------ |
|             | مؤسسة التنمية الدولية                     | 22 سبتمبر 1969        | 28 يونيو 1962      |
|             | يونسكو                                    | 25 يناير 1978         | 16 نوفمبر 1946     |
|             | وكالة ضمان الاستثمار متعدد الأطراف        | 18 أبريل 1990         | 14 مايو 2002       |
|             | الأمم المتحدة                             | 24 سبتمبر 1968        | 24 أكتوبر 1945     |
|             | الاتحاد البريدي العالمي                   | ?                     | ?                  |
|             | البنك الدولي للإنشاء والتعمير             | 22 سبتمبر 1969        | 10 أبريل 1947      |
|             | الاتحاد الدولي للاتصالات                  | 11 نوفمبر 1970        | 12 يناير 1924      |
|             | منظمة حظر الأسلحة الكيميائية              | ?                     | ?                  |
|             | مؤسسة التمويل الدولية                     | 22 سبتمبر 1969        | 28 يونيو 1962      |
|             | المركز الدولي لتسوية المنازعات الاستشارية | 14 يوليو 1971         | 24 فبراير 2006     |
|             | منظمة الشرطة الجنائية الدولية             | ?                     | ?                  |